# 캐슬바니아 (1986년 비디오 게임)
《캐슬바니아》(영어: Castlevania)는 코나미가 발매한 액션 플랫폼 게임이다. 1986년 9월 26일 일본서 패미컴 디스크 시스템으로 처음 출시되었으며, 미국에서는 1987년 5월 1일 패미컴 롬 카트리지용으로 출시됐다. 일본에선 《악마성 드라큘라》(일본어: 悪魔城ドラキュラ)라는 제목으로 발매되었다.
현재를 기점으로 FC/NES, SFC/SNES, GB, GBA, NDS, PSP, PS1, PS2, Xbox, MSX, AC등 여러 가지 비디오 게임 콘솔로 출시되면서 약 30년 동안 사랑을 받아온 장수 게임이다.

## 줄거리

### 캐릭터
시몬 벨몬드 (シモン・ベルモント)
선조로부터 물려받은 성스러운 채찍을 사용하는 뱀파이어 헌터. 본 작품의 주인공. 「악마성 전설」 이후로는 「벨몬트」로 변경되었다. 자세한 것은 악마성 드라큘라 시리즈의 등장 인물을 참조.
박쥐 (コウモリ)
뱀파이어의 친족이라고도 할 수 있는 존재. 전방에서 흔들흔들 날아 오는 타입과 천정에 매달리고 있고, 시몬이 접근하면 날아 오르는 타입이 있다.
좀비 (ゾンビ)
소생한 시체. 직진 할 만한 단순한 움직임 밖에 하지 않지만, 떼를 지어 덮쳐 온다.
검은 표범 (黒ヒョウ)
평상시는 정지하고 있지만, 시몬이 접근하면 민첩한 움직임으로 덤벼 들어 온다.
반어인 (半魚人)
물가에 생식 하고 있는 몬스터. 수중으로부터 뛰어 올라, 화탄을 토해 공격해 온다.
흡혈 박쥐 (吸血コウモリ)
거대한 박쥐. 하늘을 날아다니면서 화염탄을 토해 공격해 온다. 블록 1의 보스.
아머 (アーマー)
움직이는 갑옷. 움직임은 늦지만 방어력이 높다.
스몰 메두사 (スモールメデューサ)
메두사의 친족. 메두사 헤드라고도 한다. 사인 커브를 그리며 비행한다.
골주 (骨柱)
동물의 해골이 합쳐진 몬스터. 움직이지 않지만, 입으로부터 화탄을 토해 공격한다. 내구력이 높다.
메두사 (メデューサ )
거대한 메두사의 목. 머리카락이었던 뱀으로 공격해 온다. 평상시에는 조각상의 모습을 하고 있다. 블록 2의 보스.
화이트 스켈레톤 (ホワイトスケルトン)
해골 몬스터. 일정한 거리를 유지하며, 뼈를 던져 공격한다.
까마귀 (カラス)
랜덤하게 비행하기 때문에 박쥐보다 귀찮음.
곱추남(せむし男)
점프를 하면서 트릭키한 움직임으로 공격해 온다. SFC판 「악마성 드라큘라」이후는 자주규제로 「벼룩남(のみ男)」로 변경되고 있다.
미라남(ミイラ男)
블록 3의 보스. 붕대를 날려 공격한다. 2마리가 등장한다.
화이트 드래곤 (ホワイトドラゴン)
뼈만 남은 드래곤. 화탄을 발사해 공격해 온다. 머리 이외의 부분은 공격해도 데미지를 입지 않으며, 내구력이 높다.
큰 독수리 (大ワシ)
안뜰에 출현하는 거대한 새. 곱추남을 옮겨 온다. 일격에 쓰러트릴 수 있다.
프랑켄슈타인 (フランケンシュタイン)
곱추남과 콤비를 짜 출현하는 블록 4의 보스. 곱추남은 공격해도 움직임이 일시적으로 멈추는 것일 뿐 쓰러트릴 수 없다.
레드 스켈톤 (レッドスケルトン)
붉은 색의 해골. 공격해 쓰러트렸다고 생각해도 일정시간 지나면 부활한다.
액스 아머 (アックスアーマー)
방패와 도끼를 들고 있는 갑옷. 내구력이 상당히 높으며, 일정 횟수 공격하기 전에는 들고 있는 방패로 십자가를 튕겨낸다.
사신 (死神)
악마성의 부관. 블록 5의 보스로서 등장. 다수의 낫을 만들어 날린다. 사신과의 대결은 많은 작품에서 고난이도를 자랑했다.
드라큘라 (ドラキュラ)
강대한 힘을 가진 마왕. 게임에서는 마지막 보스다. 초기 설정에서는 100년에 한 번 부활한다고 여겨졌다. 일정한 데미지를 주면 변신한다.

## 평가
| 평가                                                     |        |
| -------------------------------------------------------- | ------ |
| 평론 점수 평론사 점수 올게임 [ 1 ] 게임스팟 7.1/10 [ 2 ] |        |
| 평론 점수                                                |        |
| 평론사                                                   | 점수   |
| 올게임                                                   | [ 1 ]  |
| 게임스팟                                                 | 7.1/10 |